# La Columna de Aguascalientes

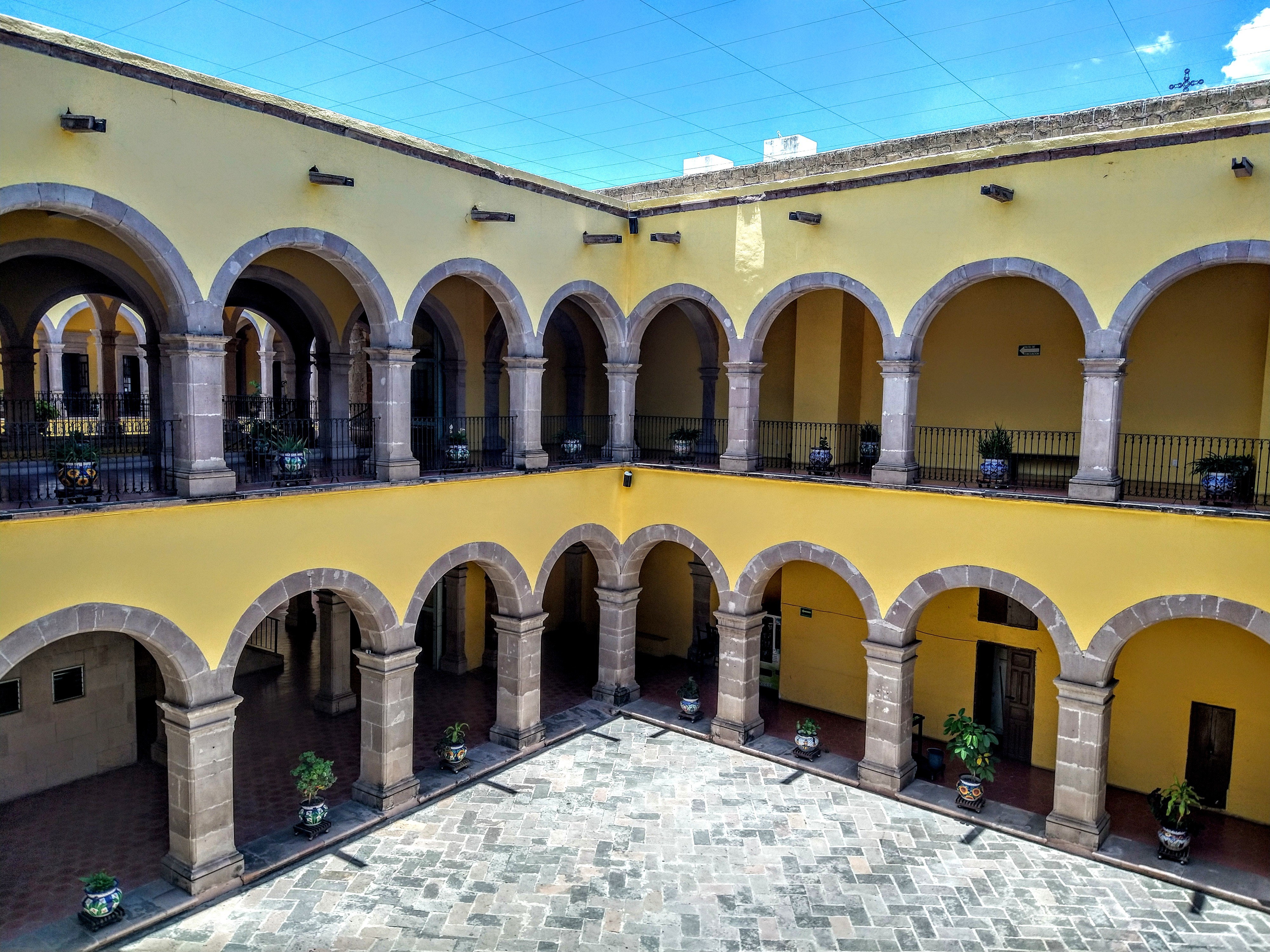
Segundo patio de la Casa de la Cultura 'Víctor Sandoval', donde se presenta La Columna de Aguascalientes durante la Feria Nacional de San Marcos.

La Columna de Aguascalientes es una agrupación y compañía mexicana de teatro con sede en la ciudad de Aguascalientes, que comenzó en 1985. Su nombre se debe a uno de los monumentos más iconos de la ciudad como lo es la columna ubicada en la Exedra de la Plaza de Armas situada en el centro de la ciudad.

## Historia
La fundación de este grupo teatral data del año 1985, cuando bajo el consejo del doctor Alfonso Pérez Romo (México, 13 de diciembre de 1924-México, 24 de octubre de 2022) un pequeño grupo de actores locales se unieron bajo la dirección de Arturo Pedroza para dar vida a esta asociación la cual nombraron así gracias al monumento de la ciudad. Posteriormente, un año después, en 1986, la dirección pasaría estar en manos del maestro multidisciplinario Jesús Velasco (México, 16 de marzo de 1938), quien hasta la fecha (2023) se ha mantenido en el puesto de director.
La Columna de Aguascalientes tuvo como antecedente al grupo Los Teatristas de Aguascalientes, dirigido por Jorge Galván, y del cual Arturo Pedroza era actor.
En 1986, Jesús Velasco también se convirtió en director del Centro de Estudios Teatrales del ICA. En los talleres, alumnos y alumnas se formaban en distintos niveles (iniciación, intermedios y avanzados). Se trataba de talleres libres,de los cuales se formaban actores y actrices que más tarde conformarían la compañía La Columna.
En sus inicios la compañía montaba unas 3 obras por año. En 1991 lograron montar siete obras; pero más tarde bajaron el número. En 1993 comenzaron a especializarse en las obras para Feria Nacional de San Marcos, en el segundo patio de la Casa de la Cultura.
Durante sus 38 años de historia han presentado más de 50 obras de las cuales algunas tuvieron la oportunidad de ser llevadas al ámbito internacional, de entre ellas El gran inquisidor, Bodas de sangre, El celoso prudente y Falsa crónica de Juana la loca, que se presentaron en el Festival Internacional de Teatro en Texas, en donde fueron premiadas. También es destacable su participación anual en la Feria Nacional de San Marcos y sus intervenciones teatrales en el Centro de Estudios Teatrales.

## Integrantes
Actualmente, el grupo teatral se ve conformado por una numerosa cantidad de actores y actrices. Empezando por orden cronológico, el primer director de la agrupación fue Arturo Pedroza, quien en 1986 abandona su puesto por continuar con sus estudios en Estados Unidos. Después continuó Jesús Velasco, quien pasó de ser uno de los actores del grupo a ser el segundo director en la historia de la agrupación. También como parte del elenco de la compañía estuvieron Fernando, Miguel Ángel y Luis Antonino López. Como integrantes actuales se encuentran los actores y actrices Octavio Monroy, Lourdes Delgadillo, Carlos Guemer, Sergio Alfonso Alonso, Daniel Viveros, Ofelia Ramírez; y también Claudia Ortega, Graciela Martín, Aída Noemí, Heriberto Béjar, Daniel Viveros y Arturo Esquivel.
Como un extra, el grupo ha trabajado con directores invitados de otros lugares como Rafael Sandoval, Francisco Beverido, Martha Luna, Pilar Souza, Wilebaldo López, así como con directores locales tales como José Claro Padilla y Luis Colín.

## Arte

### Estilo teatral
La dirección por la que se decanto el trabajo del grupo teatral La Columna de Aguascalientes consiste en presentaciones de comedia ligera apta para toda la familia desde 1993.

## Obras que han interpretado
Desde su fundación, la Columna de Aguascalientes ha presentado una numerosa cantidad de obras de teatro tales como:
- Los arrieros con sus burros por la hermosa capital (1985)
- A ocho columnas, Máscaras de los ángeles y Picnic en campaña (1985)
- El celoso prudente (1986)
- El zoológico de cristal (1986)
- Doña Rosita la soltera (1986)
- Antígona (1986)
- Don Juan Tenorio (1987)
- ¡Hoy invita la güera! (1987)
- Bodas de sangre (1988)
- Un tranvía llamado deseo (1988)
- Un alfiler en los ojos (1988)
- Las travesías de Scappino (1988)
- Los cuervos están de luto (1989)
- El medio pelo (1989)
- Cada quien su vida (1990)
- El gran inquisidor (1990) dir. Jesús Velasco y Fernando López
- La casa de Bernarda Alba (1990)
- Los derechos del hombre (1991)
- La vida privada de mamá (1991)
- Las glorias de Posada (1991)
- Noche cerrada (1991)
- Los albañiles (1991)
- Falsa crónica de Juana la loca (1991)
- Electra 92 (1993)
- El rey de Sodoma (II Muestra Estatal de Teatro 1993)
- Una pura y dos con sal (1993)
- Cada quien su vida (1994)
- Corona de amor y muerte (Doña Inés de Portugal) (1994)
- Esposas en vacaciones (1995)
- La boda de la mujer maravilla (1995) (Muestra Estatal de Teatro)
- La violenta visita (1995)
- El mulato (1996) (Muestra Estatal de Teatro)
- Una cigüeña bromista (1996)
- Rosa de dos aromas (1997)
- Diatriba de amor vs un hombre sentado (1997) dir. Jesús Velasco y Luis Colín
- Los albañiles (1998)
- La cama ovalada (1999)
- El atentado (1999)
- Despedida de soltera (2000)
- La casa de Bernarda Alba (2001)
- Palomas intrépidas (2002)
- Día de amor con (2003)
- Las apariencias engañan (2004)
- Las mujeres decentes (2006)
- El rata negra (2007)
- Inolvidable (2007)
- La cama (2008)
- Llorando soy feliz (2009)
- El taxi (2010)
- La jaula de los pájaros (2011)
- Un funeral de muerte (2012)
- Emergencias (2013)
- Las apariencias engañan (2014)
- Paños Menores (Noises Off) (2015)[9]
- Aurelia y sus Hombres (2023)[10]